# 崇国
崇国，是中国上古时期的诸侯国。
相传禹的父亲鲧被封为崇伯，在河南嵩山一带建造了崇国城池，鲧被杀死后，该地便一直没有君主。商代时的崇国在今天的陕西西安市户县一带，故城址可能就是老牛坡遗址。其国国君在甲骨文中被称为“琮侯”，其族人曾为犬官，称“犬琮”。
从地理上来看，它是商在西方的一个重要与国。帝辛时期，崇侯虎向商王朝告密周文王图谋造反之事。周文王实行翦商战略，先后攻灭犬方、密须、耆国和邘方等商朝属国，然后集中兵力攻崇国。崇国是商朝西方重要属国，在武丁时多次配合王师出征髦方、周方。帝辛时崇侯更受到重用，周军来进攻，崇国依仗高墙和强军顽强坚守，被困三十天，仍不投降。于是周文王一面加強军力，准备大量攻城器具，兼备临车、冲车，联合友邦及同姓共同行动。另一面安抚民众，宣布崇侯“茂侮父兄，不敬长老，听狱不中，分财不均，百姓力尽，不得衣食”的罪状，标榜自己为民伐崇，并令军队不得任意杀人、坏室、填井伐树、抢掠牲畜，以瓦解崇人守军斗志。周军终于攻下崇城。文王起兵灭了崇国后，在崇的都城建造了丰京，为继续东进基地。周军翦除了崇国这个商朝的重要羽翼，基本完成了灭商战争的准备，准备与商决战。
春秋时期秦国的一个与国也叫崇国，同样位于陕西户县，但它的建立原因以及与商代崇国的关系已经难以考证。